# Papleux
Papleux ist eine französische Gemeinde mit 115 Einwohnern (Stand 1. Januar 2022) im Département Aisne in der Region Hauts-de-France (vor 2016 Picardie). Sie gehört zum Arrondissement Vervins, zum Kanton Vervins und zum Gemeindeverband Thiérache du Centre.

## Geographie
Die Gemeinde Papleux liegt in der Thiérache an der Grenze zum Département Nord, zehn Kilometer westlich von Fourmies. Nachbargemeinden von Papleux sind Floyon im Nordosten und Osten, La Flamengrie im Südosten, Le Nouvion-en-Thiérache im Westen sowie Fontenelle im Nordwesten.

## Bevölkerungsentwicklung
| Jahr                       | 1962 | 1968 | 1975 | 1982 | 1990 | 1999 | 2006 | 2015 | 2022 |
| Einwohner                  | 134  | 104  | 72   | 91   | 91   | 118  | 110  | 123  | 115  |
| Quellen: Cassini und INSEE |      |      |      |      |      |      |      |      |      |

## Sehenswürdigkeiten

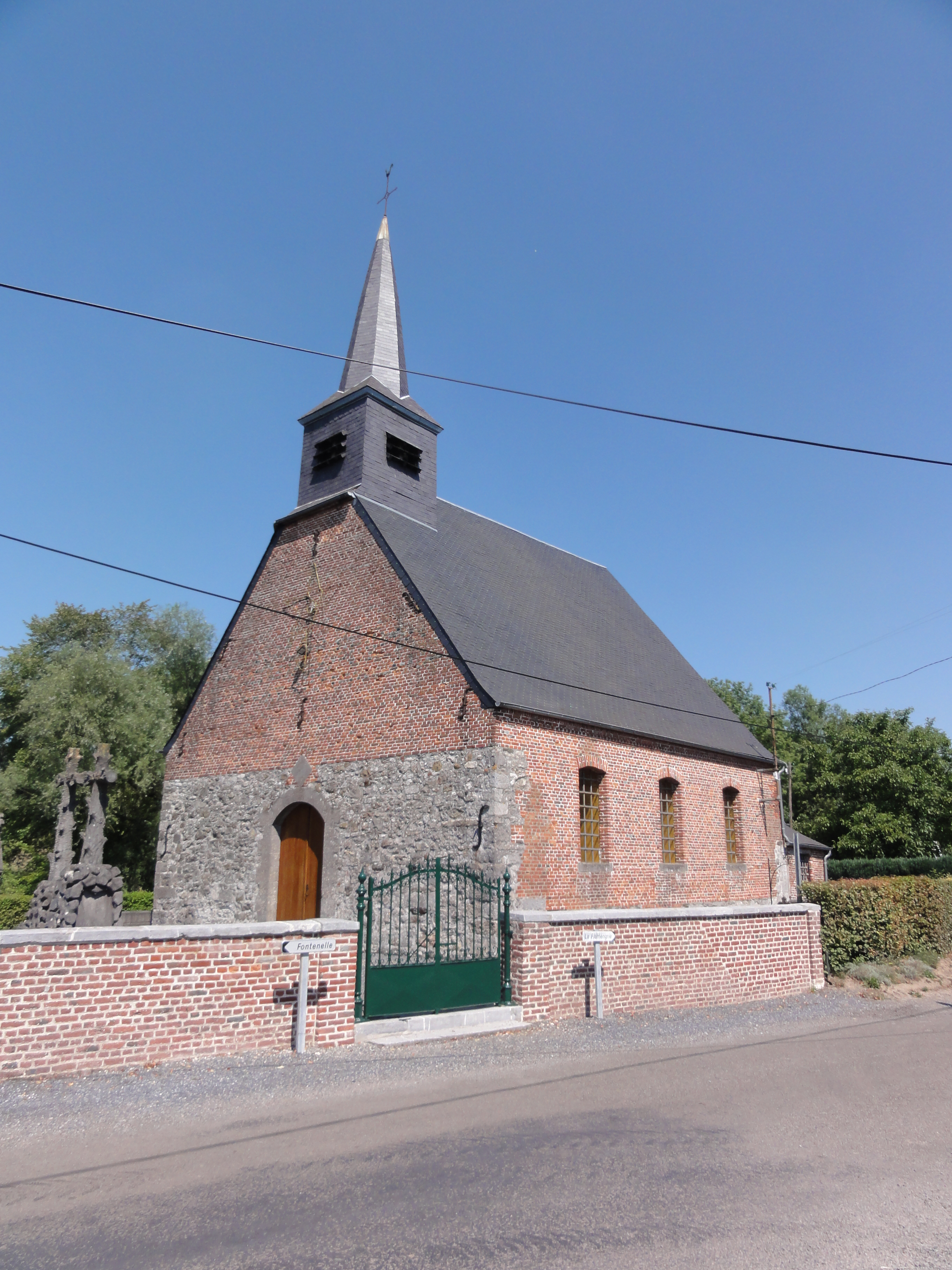
Kirche Saint-Nicolas

- Kirche Saint-Nicolas